# Moli
Moli – gaun wikas samiti we wschodniej części Nepalu w strefie Sagarmatha w dystrykcie Okhaldhunga. Według nepalskiego spisu powszechnego z 2001 roku liczył on 407 gospodarstw domowych i 2229 mieszkańców (1155 kobiet i 1074 mężczyzn).